# OfficeSuite
OfficeSuite — кроссплатформенный офисный пакет, разрабатываемый MobiSystems с 2004 года. 
Имеет версии для Android, iOS и Microsoft Windows (ПК) и добавляет широкие возможности PDF в свою совместимость с наиболее часто используемыми форматами файлов Microsoft Office. Программное обеспечение имеет более 220 миллионов загрузок в Google Play и входит в число лучших бизнес-приложений Android.
OfficeSuite предустановлен на устройствах Sony, Amazon, Alcatel, Sharp, Toshiba, ZTE, Huawei, Kyocera, Prestigio и других.

## История
Впервые это программное обеспечение было выпущено как мобильное приложение для Palm OS в 2004 году (включая более старые приложения MobiSystems: Quick Spell, Quick Check и Quick Write), а затем и на Symbian в 2005 году.
До 2009 года OfficeSuite использовался главным образом как просмоторщик. Позже MobiSystems получила запрос от Sony на разработку офисного решения на базе Android, однако сроки на разработку были сжаты до 12 недель. Очевидно, что разработчики преуспели, и Sony предустановила недавно разработанный OfficeSuite на всех своих устройствах Android в 2009 году.
Программное обеспечение дебютировало на iOS в 2013 году, а первая версия настольного клиентского приложения для Windows появилась в 2016 году.
Помимо возможности подключения к любому облачному провайдеру, такому как Google Drive, Box, iCloud, OneDrive и т. д., OfficeSuite предлагает пространство для хранения в собственном облаке MobiSystems: MobiSystems Drive.
В 2018 году приложение было выбрано Google как одно из немногих, получившее премию Android Excellence Award.

## Компоненты OfficeSuite
- OfficeSuite Documents — текстовый редактор
- OfficeSuite Mail — электронная почта с календарем
- OfficeSuite Sheets — редактор электронных таблиц
- OfficeSuite PDF — программа просмотра и редактирования PDF
- OfficeSuite Slides — редактор презентаций

## Типы лицензий

### Android[8]:
- Бесплатная версия OfficeSuite — с возможностью обновления до OfficeSuite Pro или * OfficeSuite Personal / Premium
- Пробная версия OfficeSuite Pro — возможность обновления до Office Suite Pro
- OfficeSuite Pro — возможность обновления до * OfficeSuite Personal / Premium

### IOS[9]:
- OfficeSuite Free — возможность обновления до OfficeSuite Pro или * OfficeSuite Personal / Premium
- OfficeSuite Pro — возможность обновления до * OfficeSuite Personal / Premium

### Windows[10]:
- OfficeSuite Basic — бесплатная версия
- OfficeSuite Personal
- OfficeSuite Group
- OfficeSuite Business

Доступны различные цены и планы для личных, групповых и бизнес-лицензий.
- OfficeSuite Personal / Premium предлагает кроссплатформенное использование с одной лицензией.

## Особенности версий программного обеспечения
1. OfficeSuite совместим с файлами Microsoft Word, Microsoft Excel, Microsoft PowerPoint и Adobe PDF.
2. OfficeSuite Pro совместим со всем вышеперечисленным и способен печатать, конвертировать PDF в Word, Excel, ePUB, сохранять как PDF и может создавать файлы, защищенные паролем. Имеется опция отслеживания изменений.
3. OfficeSuite Personal / Premium совместим со всем вышеперечисленным, но он также может добавлять фотографии с камеры, аннотации PDF, сохранять в формате CSV и создавать условное форматирование в Excel. Он также представляет кроссплатформенные функциональные возможности и позволяет пользователям устанавливать OfficeSuite на все три платформы (Android, iOS и Windows), используя одну лицензию.

Программное обеспечение может редактировать файлы и управлять ими, а также форматировать текст, шрифт, цвет, размер и стиль, а также имеет другие функции, общие для офисного ПО.

## Поддерживаемые форматы файлов
OfficeSuite предлагает полную совместимость с форматами Microsoft на всех платформах. Программное обеспечение также имеет дополнительную поддержку общих форматов (которые могут различаться для разных платформ) и модуль PDF, который позволяет пользователям открывать, редактировать и экспортировать в файлы PDF, включая сканирование камеры PDF.

### OfficeSuite для Android поддерживает
Типы файлов: DOC, DOCX, DOCM, XLS, XLSX, XLSM, PPT, PPTX, PPS, PPSX, PPTM, PPSM, RTF, TXT, LOG, CSV, EML, ZIP, ODT, ODS, OD
Сохраняет в форматах: DOC, DOCX, DOCM, XLS, XLSX, XLSM, PPT, PPTX, PPS, PPSX, PPTM, PPSM, RTF, TXT, LOG, CSV, EML, ZIP, ODT, ODS, ODP

### OfficeSuite для iOS поддерживает
Типы файлов: DOX, DOTX, DOCM, DOC, TXT, RTF, ODT (частично), XSLX, XLTX, XLSM, XLS, CSV, PDF, PPTX, PPSX, POTX, PPTM, PPSM, POTM, PPT, POT, PPS.
Сохраняет в форматах: DOX, DOTX, DOCM, DOC, TXT, RTF, ODT (частичная поддержка), XSLX, XLTX, XLSM, XLS, CSV, PDF, PPTX, PPSX, POTX, PPTM, PPSM, POTM, PPT, POT, PPS.

### OfficeSuite для Windows поддерживает
Типы файлов: DOCX, DOTX, DOCM, DOC, TXT, RTF, ODT (частично), XSLX, XLTX, XLSM, XLS, CSV, PDF, PPTX, PPSX, POTX, PPTM, PPSM, POTM, PPT, POT, PPS.
Сохраняет в форматах: DOCX, DOTX, DOCM, DOC, TXT, RTF, XLSX, XLTX, XLSM, XLS, CSV, PDF, XPS, PPTX, PPSX, POTX, PPTM, PPSM, POTM, PPT, POT, PPS.

## Языки

### OfficeSuite для Android
Арабский, бенгальский, боснийский, болгарский, каталанский, китайский (традиционный), китайский (Гонконг), китайский (упрощенный китайский), китайский (Тайвань), хорватский, чешский, датский, голландский, английский, эстонский, финский, французский, французский (Канада), немецкий, греческий (современный), иврит, хинди, венгерский, итальянский, японский, каннада (Индия), корейский, латышский, литовский, македонский, малайский, малаялам (Индия), маратхи (Индия), норвежский букмол, панджаби (Пенджаби), персидский (фарси), польский, португальский (Бразилия), португальский (Португалия), румынский, русский, сербский, словацкий, словенский, испанский (LATAM), испанский (Испания), шведский, тагальский, тамильский (Индия), телугу, тайский, турецкий, украинский, вьетнамский.

### OfficeSuite для IOS
Английский, французский, немецкий, хинди, итальянский, японский, русский, упрощенный китайский, испанский, тайский.

### OfficeSuite для Windows
Английский, французский, немецкий, хинди, итальянский, японский, русский, упрощенный китайский, испанский, тайский.